# Alberto Barral
Alberto Barral (Sepúlveda, Segovia, 21 de noviembre de 1906 – Sepúlveda, 1969) fue un escultor español. Miembro de la familia de canteros y escultores segovianos encabezada por Emiliano Barral, perteneció al taller de su hermano, con el que se encontraba cuando fue abatido en el frente de Usera en los primeros meses de la guerra civil española. Se exilió en Argentina y fijó su residencia en Córdoba donde continuó su obra de labrante y escultor hasta su regreso a España en 1969.

## Biografía
Gelasio Alberto Barral fue el menor de los cuatro hijos varones de los siete que tuvieron Isabel e Isidro, todos ellos canteros en la localidad castellana de Sepúlveda. Aún muy joven, se integró en el taller de escultura y cantería funeraria que sus hermanos Emiliano, Martín y Pedro compartían en Segovia con el ceramista Fernando Arranz, y a partir de 1927 en Madrid. Uno de sus primeros encargos de peso en el taller fue el pedestal del monumento a Diego Arias de Miranda (1930), instalado en Aranda de Duero.
Con el estallido de la Guerra Civil, Alberto, secundado por Antonio Linage Revilla y Agapito Marazuela, organizó las milicias segovianas que defendieron Madrid, bajo el mando de Emiliano como Comisario. El 21 de noviembre de 1936, día en que cumplía treinta años, cuando él y su hermano Emiliano acompañaban a un grupo de periodistas extranjeros en un coche, el vehículo fue alcanzado por el fuego enemigo. Emiliano, herido en la cabeza por la metralla del obús, murió pocas horas después.

### Exilio
En 1937 Alberto estaba en París, donde participó en el homenaje a Federico García Lorca que el 13 de septiembre de ese año se celebró en la Sala Yena, organizado por el Comisariado Español. Convertido en actor, interpretó el papel del personaje del "Joven", en su diálogo con el "Maniquí", que puso en escena Germaine Montero y dirigió Max Aub.
Con la derrota de la II República Española, el benjamín de los Barral inició un largo viaje hacia el exilio americano. Embarcó hasta Valparaíso (Chile) y tras cruzar de forma clandestina la frontera de los Andes llegó a Argentina y se dirigió a Córdoba donde se encontraba su cuñado Fernando Arranz, aunque el primero en acogerle fue el médico y escritor Manuel Rodeiro, al que había conocido en Florencia. En Córdoba reanudó en solitario la tarea de tallista que había aprendido en el taller familiar en Segovia y Madrid, especializándose en la talla directa. Se le considera recuperador en la ornamentación de Córdoba del uso de  la esteatita, piedra que no se usaba desde la época colonial. En la Escuela Normal Superior Garzón Agulla creó el Taller de Modelado y en la Facultad de Arquitectura y Urbanismo de la Universidad Nacional de Córdoba (una de cuyas aulas tomó su nombre) dictó las cátedras de "Composición del Espacio" e "Introducción a la Plástica". En esos años de intensa actividad, también dirigió el Taller de Labra en Piedra en la Escuela de Artesanía, llamada luego de Artes Aplicadas. Se casó en Córdoba con la bonaerense Consuelo Grunauer, con quien tuvo un hijo y una hija .
Tras su muerte se le rindió homenaje en el Teatro Rivera Indarte de Córdoba, donde se conserva un relieve obra suya, dedicado a Vivaldi. En 2013, un conjunto de jóvenes intelectuales y artistas le dedicó el proyecto No desfile (homenaje a Alberto Barral), en la ciudad argentina de Córdoba.

### Obra en Argentina

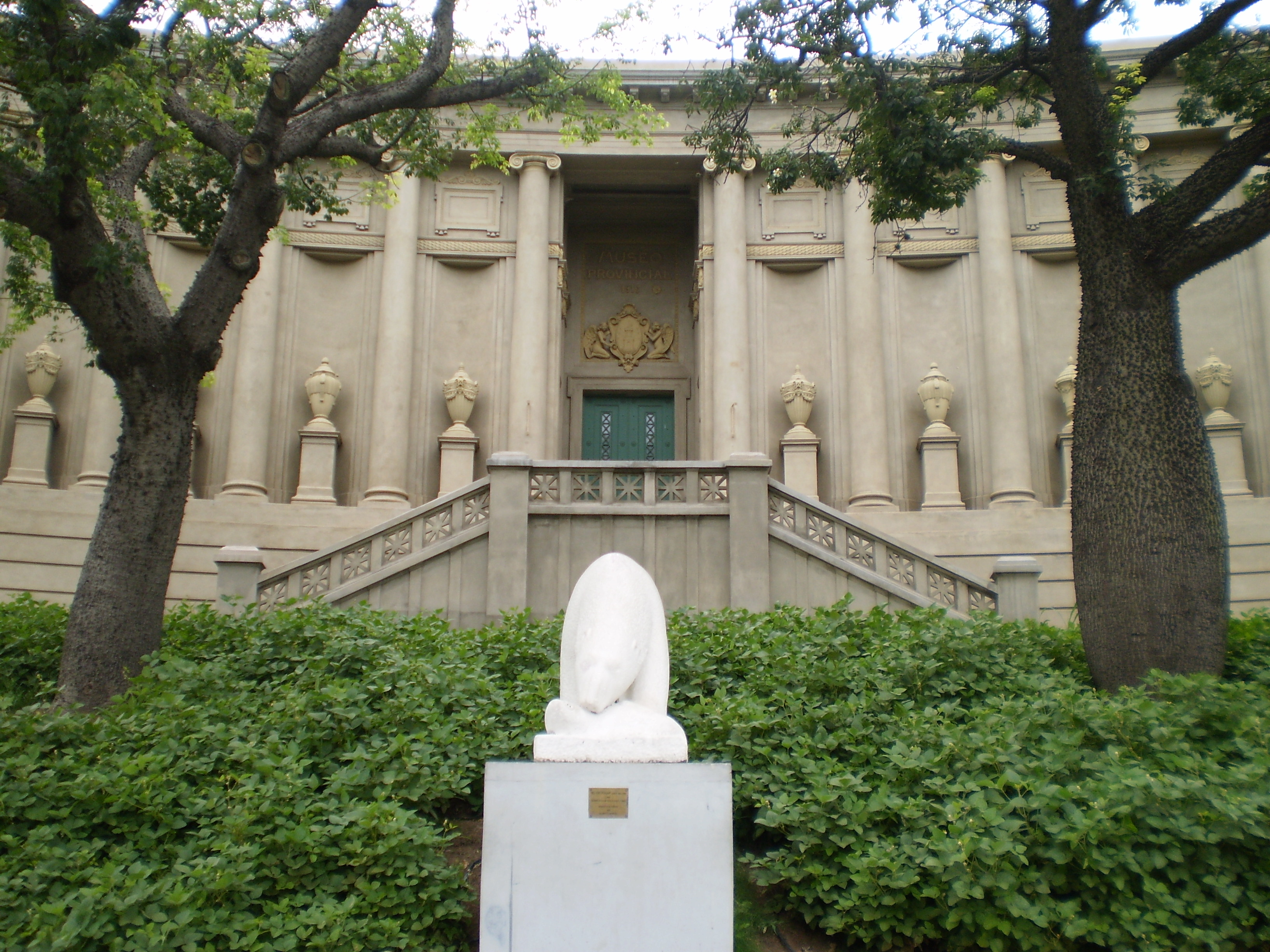
Oso polar (hacia 1955), esculpido en piedra por Alberto Barral, situado ante el Museo Provincial de Bellas Artes Emilio Caraffa. Córdoba, Argentina.

Gran parte de la obra del profesor Barral se encuentra en las colecciones privadas de aquellas familias que compusieron el linaje cordobés. 
Las piezas más populares de Alberto Barral son quizá las emplazadas en las calles y jardines de la ciudad de Córdoba, entre los barrios Centro y Nueva Córdoba. Seis estructuras de fina cantería, en su mayoría fuentes compuestas por figuras zoomorfas.
- Fuente de los Monos, en la Plazoleta del doctor Pablo Mirizzi.
- Fuente de los Leones, frente al Museo Histórico Provincial Marqués de Sobre Monte.
- Loba marina, en el "Rosedal" del Parque Sarmiento.
- Hipocampos (1946), en el hall del segundo piso del Jockey Club de Córdoba.[7]
- Maternidad negra, piedra azabache (colección particular de Octavio Carranza).
- Oso polar (hacia 1955), situado ante el  Museo Provincial de Bellas Artes Emilio Caraffa.
- Homenaje a Vivaldi, bajorrelieve, en el Teatro del Libertador General San Martín. Córdoba.
- Menhires del monumento a Hipólito Yrigoyen, en Entre Ríos.
- Mausoleo de familia Fruh, con gran estela funeraria en piedra verde. Cementerio de Disidentes, Los Gigantes, Sierra de Córdoba.
- Mausoleo con gran estela funeraria del doctor Saúl Taborda, en granito azabache y granito gris. Cementerio de Unquillo, Córdoba.
- Dos relieves funerarios, familia de Fernando Viñas, en piedra caliza blanca. Cementerio de La Falda, Córdoba.
- Relieve funerario a F. Soaje, en mármol blanco. Cementerio  San Jerónimo, Córdoba.
- Monumento funerario con relieve, familia Blank, en granito negro del Champaquí. Cementerio Israelita, Córdoba.
- Tumba vertical de Silvia Kitroser en granito negro de Rioja. Cementerio Israelita, Córdoba.
- Mausoleo con Cabeza de Cristo del Doctor Rafael Escuti, en mármol travertino. Cementerio San Jerónimo, Córdoba.
- Monumento funerario al doctor Teodoro Roca, en granito. Ongamira, Córdoba.
- Monumento a la madre(1969), en Deán Funes (su última obra).